# شون تاناكا
شون تاناكا (باليابانية: 田中 舜) (15 مارس 1988 في شيزوكا في اليابان – )؛ هو لاعب كرة قدم ياباني سابق كان يلعب كمدافع.

## وصلات خارجية
- شون تاناكا على موقع رابطة كرة القدم اليابانية للمحترفين (اليابانية)
- شون تاناكا على موقع قاعدة بيانات كرة القدم.إي يو (الإنجليزية)
- شون تاناكا على موقع Soccerway.com (الإنجليزية)